# Jacques Roux
Jacques Roux, detto "il Prete Rosso" (Saint-Cibard de Plassac, 21 agosto 1752 – Le Kremlin-Bicêtre, 10 febbraio 1794), è stato un politico, rivoluzionario e presbitero francese, che ebbe un ruolo attivo durante la Rivoluzione.
Usò anche lo pseudonimo di abate Rudoni e abate Renaudi.
Roux sosteneva gli ideali di democrazia popolare e della società senza classi, ed era particolarmente seguito dai sanculotti, i salariati della classe operaia e i piccoli negozianti che costituivano la base dei sostenitori non borghesi della Rivoluzione, organizzandoli in un movimento temuto. Divenne un popolare leader dell'estrema sinistra, la fazione politica nota come Enragés ("arrabbiati, infuriati"), e nel 1791 fu eletto alla Comune di Parigi, poi alla Convenzione nazionale, sostenendo rivendicazioni radicali, repubblicane e proto-socialiste; è considerato anche un precursore dell'ideale anarchico.

## Biografia
Jacques Roux nasce nel 1752 a Saint-Cibard de Pransac, nella diocesi d'Angoulême, divenendo molto giovane sacerdote e svolgendo l'attività di curato sino ai quarant'anni, soprattutto in piccoli paesi di campagna, fianco a fianco della gente più povera di cui condivideva le difficoltà quotidiane. Roux, pur non essendo ateo (proponeva una sorta di cristianesimo radicale anarchico e la libertà di culto), ripropose le istanze rivoluzionarie del prete anticlericale Jean Meslier, con qualche influenza di Jean-Jacques Rousseau.
Nella sua opera di curato il suo impegno sociale arrecò notevoli fastidi a chi voleva mantenere lo status quo: venne così interdetto con la sua parrocchia delle autorità ecclesiastiche nel 1790, probabilmente per aver sostenuto la Rivoluzione nelle campagne già dal 1789.
Nel 1791 capitò casualmente a Parigi, dove conobbe Jean Paul Marat e gli divenne amico, amicizia che si sarebbe rotta per il radicalismo politico del prete, eccessivo anche per Marat; prestò immediatamente giuramento quale prete costituzionale, ottenendo il vicariato di Saint-Nicolas des Champs, nella popolare sezione dei Gravilliers.
La sua istintiva simpatia per gli sfruttati gli consente di divenire amico della gente più umile, esprimendo il suo favorevole alla più rigorosa e assoluta eguaglianza sociale, «così come essa è stata voluta da Dio».
Intanto, Papa Pio VI sospese a divinis e ridusse poi allo stato laicale tutti i preti costituzionali che non avessero abbandonato la Rivoluzione, scomunicandone i vescovi.

### Gli "arrabbiati"
(Jacques Roux, 1793)

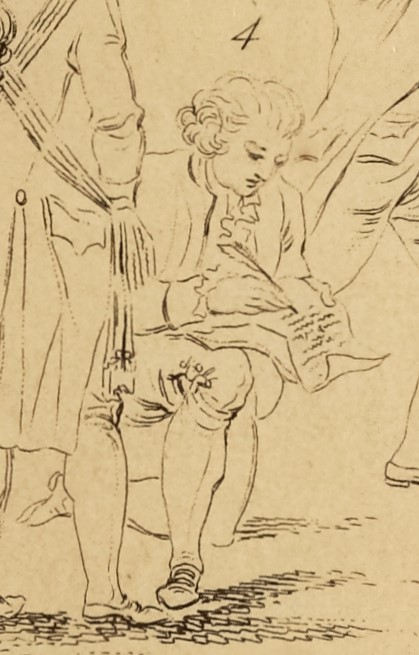
Jacques Roux ritratto da Charles Benazech, 1793, Museo Carnavalet

Durante il suo mandato politico come "tribuno", Roux lottò sempre per una società di eguaglianza economica, incitando la folla dei sanculotti contro il torpore borghese dei giacobini. Chiese che il cibo fosse messo a disposizione di ogni membro della società, e che la ricchezza requisita ai nobili ghigliottinati venisse distribuita direttamente al popolo. Si distinse anche per violenti attacchi contro Luigi XVI e Maria Antonietta. Roux divenne ancor più popolare dopo che i montagnardi epurarono la Convenzione dai girondini; in un controverso discorso del 1793 alla Convenzione nazionale, Roux proclamò il "Manifesto degli Enragé" in cui chiese l'abolizione della proprietà privata e della società divisa in classi sociali, "in nome del popolo" che egli rappresentava. In molti modi, lui e gli Enragés anticiparono di decenni molti dei temi sviluppati da Karl Marx, ma anche numerose tematiche anarchiche fatte proprie da William Godwin e Pierre-Joseph Proudhon.

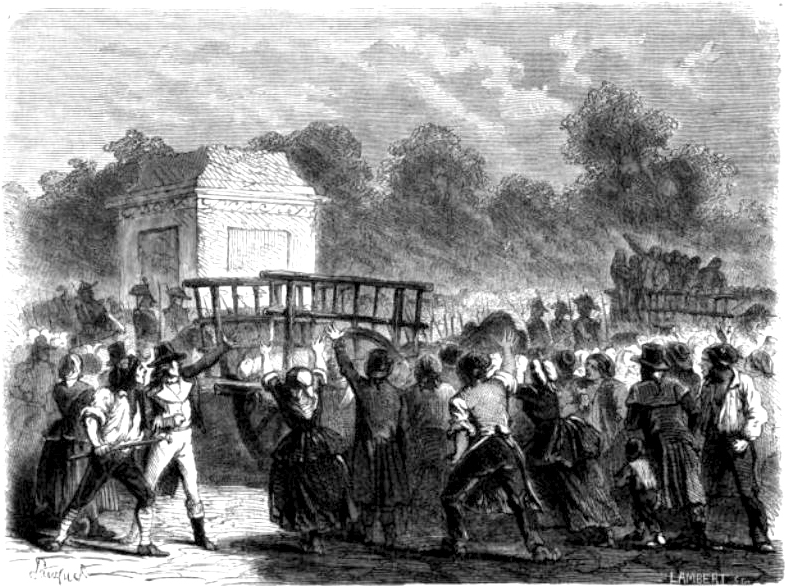
Sanculotti all'esecuzione di alcuni girondini

Presto, la retorica incendiaria di Roux accese molte rivolte per il cibo e sconvolse l'equilibrio di potere all'interno della Comune. Maximilien Robespierre, temendolo, gli lanciò accuse di essere una spia straniera con lo scopo di screditare il Comitato di salute pubblica. Durante questo periodo, l'ex amico di Roux, Jean-Paul Marat, lo attaccò sul giornale L'amico del popolo, accusandolo di essere un falso prete opportunista. Il 7 luglio 1793, i nemici di Roux interrogarono Elizabeth Marguerite Hébert, una donna rimasta vedova di recente, e che Roux aveva aiutato, nel tentativo di accusarlo di estorsione e "appropriazione indebita di fondi di beneficenza". La testimonianza della donna però lo scagionò.
Nel mese di agosto 1793 Roux venne comunque arrestato, sotto l'accusa di aver trattenuto fondi sia dalla vedova Hébert che da un'altra vedova, M.lle Beaurepaire. Roux affermò davanti al comitato rivoluzionario che si trattava solo di calunnie dei suoi nemici. Venne rilasciato, sotto la custodia di due amici, e continuò le sue battaglie politiche. Dopo l'assassinio di Marat, con cui aveva tentato una riconciliazione, Roux assunse il controllo de L'amico del popolo. Il 5 settembre 1793 Roux fu nuovamente arrestato. Il 14 gennaio 1794 venne informato che il suo caso sarebbe stato portato davanti al Tribunale rivoluzionario.
Dopo aver appreso la notizia, Roux sguainò un coltello e si pugnalò più volte, ma non riuscì a sferrarsi un colpo mortale. Durante la convalescenza in carcere, meno di un mese dopo, forse temendo la ghigliottina, riuscì a procurarsi un'altra arma, e si pugnalò di nuovo, ma questa volta riuscì nell'intento, morendo suicida a 41 anni. Mentre gli Enragés si sfaldavano, Jacques-René Hébert se ne staccò per fondare gli "esagerati" o hébertisti, di orientamento comunisteggiante ma più moderati e statalisti, che ebbero una parte considerevole, con i giacobini intransigenti, di responsabilità nel Grande Terrore, di cui rimarranno vittime essi stessi.